# Zalophia
Zalophia is een kevergeslacht uit de familie van de boktorren (Cerambycidae). De wetenschappelijke naam van het geslacht werd voor het eerst geldig gepubliceerd in 1912 door Casey.

## Soorten
Zalophia omvat de twee volgende soorten:
- Zalophia funebris (Bates, 1880)
- Zalophia spissicornis (Casey, 1912)